# الغسانية البجانية
الغسانية البجانية (نحو القرن 10 أو 11 م) أديبة وشاعرة عربية أندلسية من بجانة.